# Anna z Działyńskich Potocka

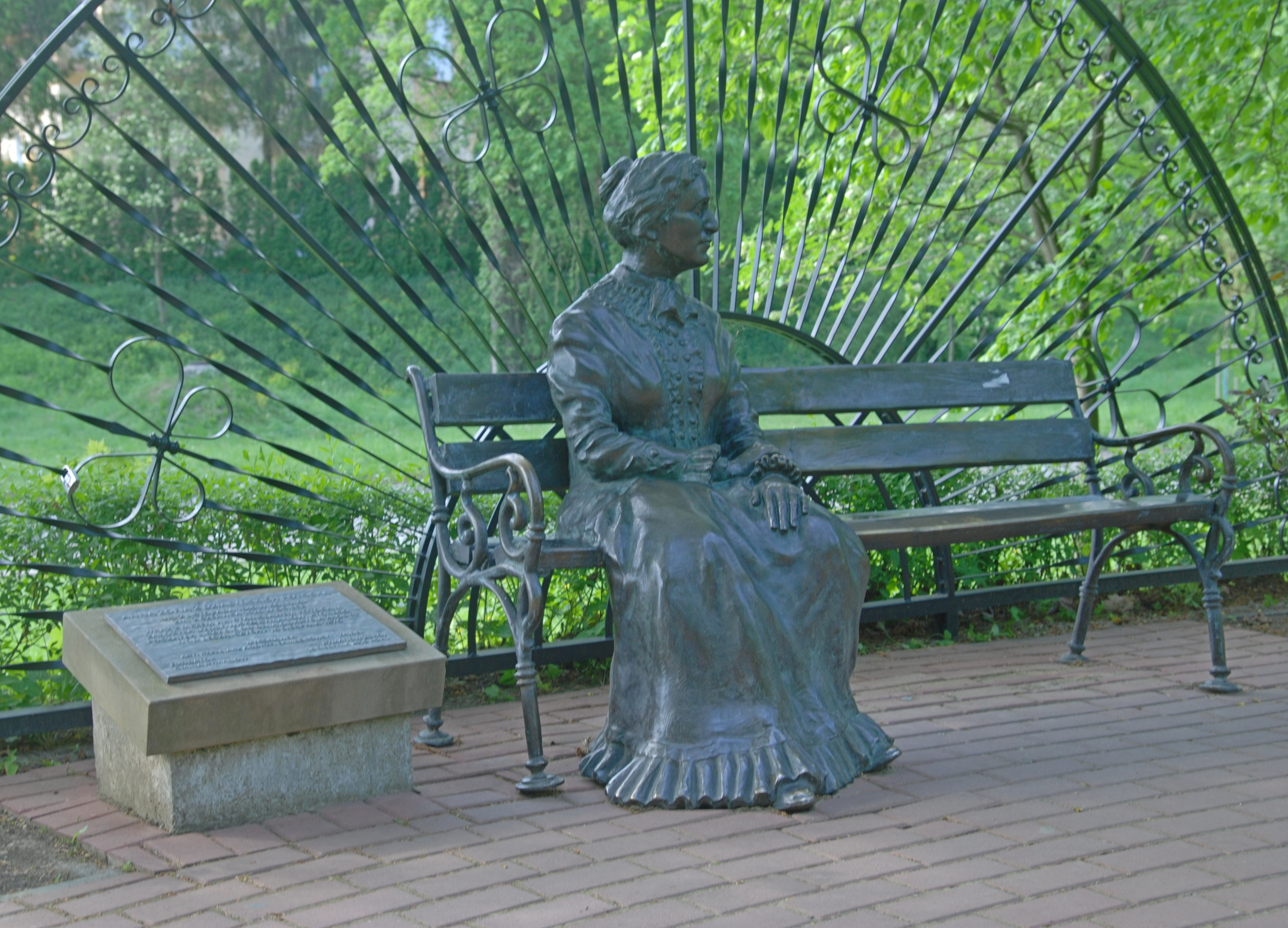
Ławeczka Anny Potockiej w Rymanowie-Zdroju

Anna z Działyńskich Potocka, (ur. 2 listopada 1846 w Kórniku, zm. 2 czerwca 1926 w Ociece) – polska właścicielka dóbr, działaczka społeczna i oświatowa.

## Życiorys
Najmłodsza córka powstańca listopadowego i posła, właściciela Kórnika Adama Tytusa Działyńskiego (1796-1861) i Gryzeldy Celestyny z Zamoyskich h. Jelita (1804-1883), siostra powstańca styczniowego Jana Kantego (1828-1880) i Cecylii.
Anna i Stanisław Potocki poznali się w Dreźnie. W lecie 1865 r. odbyły się ich zaręczyny, a 6 lutego 1866 r. ślub w Kórniku.
Działaczka społeczna, współzałożycielka wraz z mężem hr. Stanisławem Potockim uzdrowiska Rymanów-Zdrój, które miało wziąć początek 16 sierpnia 1876 r., kiedy to podczas spaceru Anny Potockiej z dziećmi, jeden z synków Józef Marian Potocki, odkrył źródło lecznicze wody.
Wspólnie z mężem założyła szkółkę rzeźbiarską dla chłopców (uczył się w niej m.in. późniejszy rzeźbiarz Stanisław Piątkiewicz), a następnie szkółkę koronkarską dla dziewcząt. Na jej prośbę został mianowany proboszczem w Miejscu Piastowym bł. ks. Bronisław Markiewicz. Wiosną 1874, w czasie epidemii cholery, Anna i Stanisław Potoccy opiekowali się chorymi. Była propagatorką zaprzestania importu do Galicji zagranicznych roślin i ziół leczniczych oraz umożliwienia zarobku w tej dziedzinie wytwórcom z polskiej wsi (prócz niej lobbował także dr Jan Stella-Sawicki). W 1869 otrzymała tytuł członka honorowego Polskiego Towarzystwa Pedagogicznego we Lwowie.
Autorka wydanych już po jej śmierci (w 1927) wspomnień pt. Mój pamiętnik, powtórnie wydanych przez Wydawnictwo Pax w latach 70. i krośnieńskie wydawnictwo „Ruthenus” w 1998.
Pod koniec XIX wieku była właścicielką tabularną dóbr Polany, Posada Niżna, Rudawka Rymanowska, Rymanów, Tarnawka, Wulka, Posada Górna, Posada Dolna, Deszno, Wołtuszowa, Zawoje, Wisłoczek, Bidar, Bałucianka. Ponadto posiadała Oleszyce (które otrzymała w dziale rodzinnym jako najmłodsza córka Tytusa Działyńskiego) oraz Rymanów (kontrakt kupna Rymanowa podpisała w 1872 r.). Przed 1880 r. Potoccy sprzedali klucz oleszycki Kazimierzowi Potulickiemu (1820-1880).
Dzieci Anny Potockiej:
- Jan Nepomucen Potocki (1867 – 13 marca 1943) – właściciel dóbr Rymanów-Zdrój
- Józef Marian Potocki (1868-1918 Rymanów-Zdrój) – właściciel dóbr Rymanów-Zdrój, Komańcza, Antoniówka – żona Helena Maria Czarnecka.
- Piotr Potocki (zm. w r. ur. 1870)
- Piotr II Potocki (zm. w r. ur. 1870)
- Maria Potocka (1871-1961)
- Paweł Potocki (1874-1894)
- Cecylia Maria Potocka (1878-1962)
- Dominik Potocki (1877 – 7 października 1939 Lwów)
- Antoni Tytus Potocki (1880-1952) – właściciel dóbr Olsza, ożeniony w 1909 r. z Krystyną Trzecieską (c. Jana Wojciecha Trzecieckiego h. Strzemię).

Mąż Anny – Stanisław Potocki ciężko zachorował i zmarł w Krakowie 21 stycznia 1884 w wieku 47 lat. Anna zmarła 2 czerwca 1926 w Ociece.
W 2001 roku została obrana patronką Zespołu Szkół Publicznych w Posadzie Górnej. W 2014 roku Parkowi Podworskiemu w Rymanowie nadano nazwę „Park im. Anny i Stanisława Potockich”.